# Хага, Чед
Чед Хага  (англ. Chad Haga; род. 26 августа 1988 в Мак-Кинни, штат Техас, США) — американский профессиональный  шоссейный велогонщик, выступающий с 2014 года за команду мирового тура «Team Sunweb».

## Достижения
2011
3-й Тур Элк-Грова
2012
1-й Пролог Каскейд Классик
2013
1-й  Гонка Джо Мартина
1-й Пролог Тур Элк-Грова
2-й Редлендс Классик
1-й Этап 1
2-й Вольта Алентежу
3-й Каскейд Классик
2018
2-й  Чемпионат мира в командной гонке
2-й Чемпионат США в индивид. гонке
2019
1-й на этапе 21 Джиро д’Италия

## Статистика выступлений

### Гранд-туры
| Гонка           | 2014 | 2015 | 2016 | 2017 | 2018 | 2019 |
| --------------- | ---- | ---- | ---- | ---- | ---- | ---- |
| Джиро д'Италия  | —    | 99   | 78   | 82   | 71   | 105  |
| Тур де Франс    | —    | —    | —    | —    | 72   |      |
| Вуэльта Испании | 73   | —    | 76   | 98   | —    |      |

| —  | Не участвовал  |
| НФ | Не финишировал |